# Tse Ka Chun
Tse Ka Chun (chinesisch 謝嘉春 / 谢嘉春, Pinyin Xiè Jiāchūn, Jyutping Ze6 Gaa1ceon1; * 27. März 1986 in Hongkong) ist ein ehemaliger Tischtennisspieler aus Hongkong.

## Karriere
Erste internationale Auftritte hatte der Hongkong-Chinese in den Jahren 2003/04, als er sein Land bei den Jugend-Weltmeisterschaften vertrat. Er kam dort aber nie in die Nähe von Medaillenrängen.
Er nahm an insgesamt fünf Weltmeisterschaften teil, dabei gewann er 2006 mit der Mannschaft Bronze. Außerdem konnte Tse Ka Chun mit dem Team den 3. Platz beim World Cup erringen.

## Turnierergebnisse
| Verband | Veranstaltung            | Jahr | Ort               | Land | Einzel       | Doppel     | Mixed      | Team        |
| ------- | ------------------------ | ---- | ----------------- | ---- | ------------ | ---------- | ---------- | ----------- |
| HKG     | World Tour               | 2014 | Manila            | PHI  | letzte 32    |            |            |             |
| HKG     | Weltmeisterschaft        | 2003 | Paris             | FRA  | Qual.        |            |            |             |
| HKG     | Weltmeisterschaft        | 2004 | Doha              | QAT  |              |            |            | 5.–9. Platz |
| HKG     | Weltmeisterschaft        | 2005 | Shanghai          | CHN  | Qual.        |            | letzte 128 |             |
| HKG     | Weltmeisterschaft        | 2006 | Bremen            | GER  |              |            |            | 3           |
| HKG     | Weltmeisterschaft        | 2007 | Zagreb            | CRO  | letzte 128   | letzte 128 |            |             |
| HKG     | World Cup                | 2009 | Linz              | AUT  |              |            |            | 3           |
| HKG     | Jugend-Weltmeisterschaft | 2003 | Santiago de Chile | CHI  | keine Teiln. | letzte 32  |            |             |
| HKG     | Jugend-Weltmeisterschaft | 2004 | Kōbe              | JPN  | keine Teiln. |            | letzte 64  |             |

## Aktivitäten in Deutschland
Der Hongkong-Chinese war auch in Deutschland aktiv. So spielte er bis 2006 in Hongkong und spielte dann zur Saison 2006/07 beim TTC Zugbrücke Grenzau. Am Ende der Saison kehrte er nach Hongkong zurück. In der Saison 2008/09 spielte er erneut beim TTC Zugbrücke Grenzau.